# Forces de défense aérienne du territoire
Les forces de défense aérienne du territoire (en arabe : قوات الدفاع الجوي عن الإقليم) sont la composante de lutte antiaérienne de l'Armée nationale populaire qui regroupe également les forces terrestres, les forces aériennes et les forces navales. Rattachées dans un premier temps au Commandement des forces aériennes sous forme d'une division d'arme, elles sont érigées en 1988, à la faveur d'un décret du ministère algérien de la Défense, en Commandement des forces de défense aérienne du territoire. Leur principale mission est « d'assurer la défense de l'unité et l'intégrité territoriale du pays, ainsi que la protection de son espace terrestre, de son espace aérien et des différentes zones de son domaine maritime ».

## Équipements
| Gear                                                              | Image                                                                            | Pays d'origine / achat | en service                      | Type                                                                                          | Commentaires                                               |
| ----------------------------------------------------------------- | -------------------------------------------------------------------------------- | ---------------------- | ------------------------------- | --------------------------------------------------------------------------------------------- | ---------------------------------------------------------- |
| S-400 Trioumf                                                     |                                                                                  | Russie                 | 8 d'après des images satellites | Défense anti-aérienne et anti-missile.                                                        |                                                            |
| S-350 Vityaz                                                      |                                                                                  | Russie                 |                                 | Défense anti-aérienne et anti-missile                                                         |                                                            |
| S-300PMU2                                                         |                                                                                  | Russie                 | 8(systèmes)                     | Défense aérienne stratégique                                                                  |                                                            |
| HQ-9                                                              |                                                                                  | Chine                  |                                 | Système de missile sol-air autodirecteur radar à moyenne et longue portée                     |                                                            |
| Pantsir S-1 / Pantsir S-2 / Pantsir SM                            |                                                                                  | Russie                 | 38/?/?                          | Défense aérienne à courte et à moyenne portée                                                 |                                                            |
| Buk-M2                                                            |                                                                                  | Russie                 |                                 | Système de missile balistique de moyenne portée                                               |                                                            |
| Tor-M2                                                            |                                                                                  | Russie                 | 24                              | Système de missiles anti-avions automoteur à courte portée à basses et très basses altitudes  | 12 batteries reçues en 2014 et 12 en 2015                  |
| S-125                                                             |                                                                                  | Union soviétique       |                                 |                                                                                               |                                                            |
| Rezonans-NE3.                                                     |                                                                                  | Russie                 |                                 | Radar trans-horizon, Radar d'alerte avancée pour cibles aériennes furtives                    |                                                            |
| Polyana D4M1                                                      |                                                                                  | Russie                 |                                 | Système de commandement et de contrôle automatisé                                             |                                                            |
| 1RL257 Krasukha-4                                                 |                                                                                  | Russie                 |                                 | Dispositif de guerre électronique mobile                                                      |                                                            |
| Kasta-2E2                                                         | Kasta 2E2 antenne mobile sur véhicule KamAZ-5350 au salon aéronautique MAKS 2005 | Russie                 |                                 | Radar 3D de surveillance basse altitude pour cibles aériennes furtives.                       |                                                            |
| ZSU-23-4                                                          |                                                                                  | Russie                 | 420                             | Système de conduite de tir de défense anti-aérienne à courte portée                           | Les 420 ZSU 23-4 modernisés (missiles : Igla anti-aérien). |
| Skyshield                                                         |                                                                                  | Allemagne              |                                 | Système de conduite de tir de défense anti-aérienne et de défense antimissile à courte portée |                                                            |
| QW-2 Vanguard 2                                                   |                                                                                  | Chine Algérie          |                                 | Système de missiles Missile sol-air portatif à Guidage infrarouge                             | Fabriquer sous licence depuis 2010                         |
| SAM-6 / SAM-7 / SAM-8 / SAM-9 / SAM-13 / SAM-14 / SAM-16 / SAM-18 |                                                                                  | Russie                 |                                 |                                                                                               |                                                            |